# Anders Olsson i Mårdäng
Anders Olsson (i riksdagen kallad Olsson i Mårdäng), född 20 oktober 1851 i Hille socken, död där 9 mars 1937, var en svensk lantbrukare och politiker (liberal).
Anders Olsson, som kom från en bondesläkt, var lantbrukare i Mårdäng i Hille socken, där han också hade kommunala uppdrag. Han var även verksam i den lokala missionsförsamlingen.
Han var riksdagsledamot i andra kammaren 1891–1905 för Gästriklands östra tingslags valkrets. I riksdagen tillhörde han det frihandelsvänliga Gamla lantmannapartiet 1891–1894 och följde med till det återförenade Lantmannapartiet 1895, men betecknade sig sedan som vilde 1896–1899 innan han år 1900 anslöt sig till det nybildade Liberala samlingspartiet. Han var bland annat ledamot i lagutskottet 1903–1905. 

Bland de frågor han engagerade sig kan nämnas demokratiserad rösträtt i kommunalval samt införande av miljölagstiftning till skydd mot "de faror för det allmänna hälsotillståndet, som kunna föranledas av vissa slag av fabriksdrift".

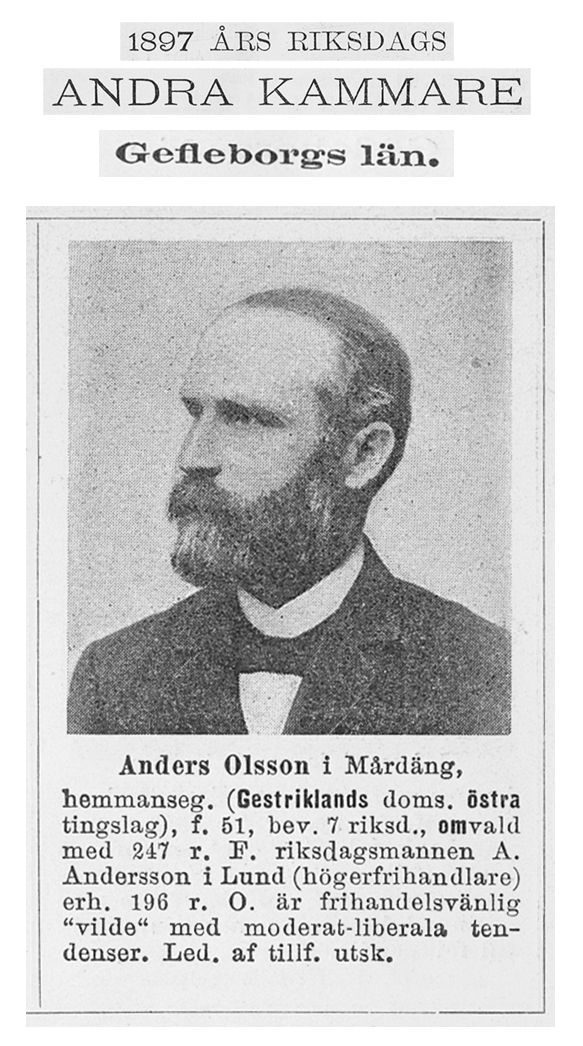
1897 års riksdag
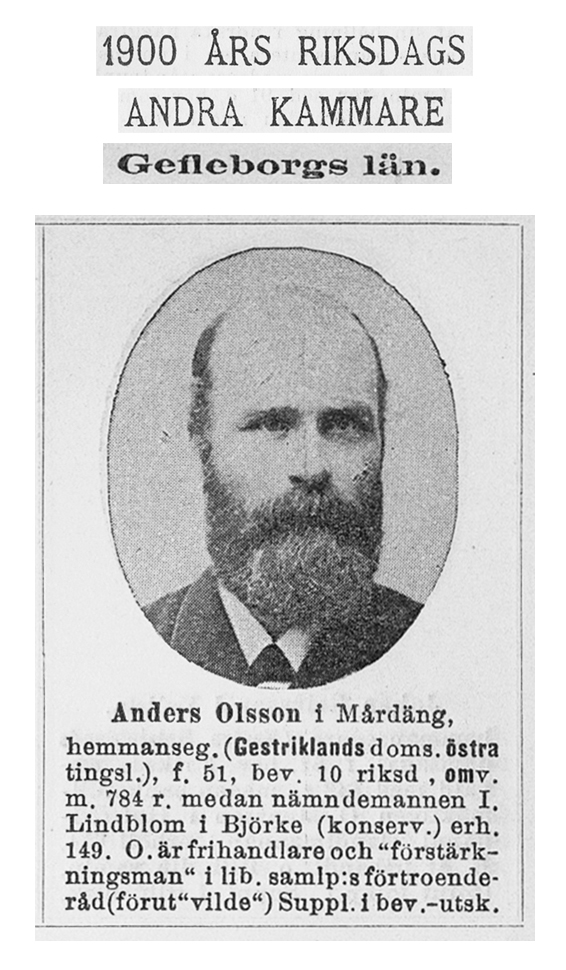
1900 års riksdag
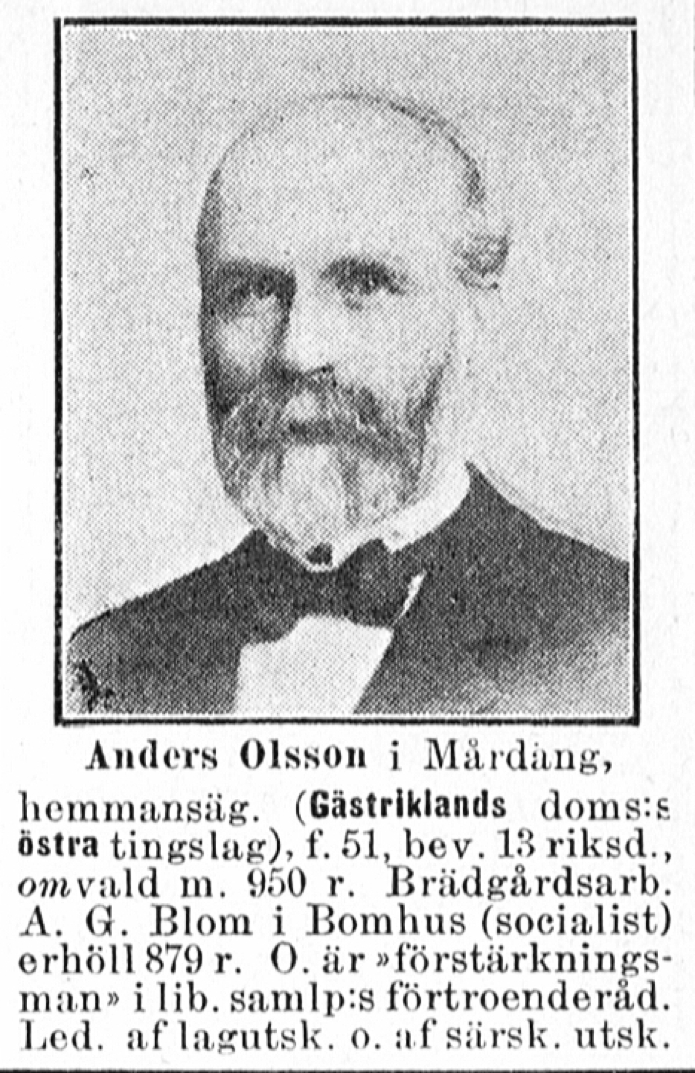
1903 års riksdag